# Fuentepinilla
Fuentepinilla är en kommun i Spanien.   Den ligger i provinsen Provincia de Soria och regionen Kastilien och Leon, i den centrala delen av landet, 150 km nordost om huvudstaden Madrid. Antalet invånare är 103.